# 火車站 (基輔地鐵)
火車站（羅馬化：Vokzalna  （ⓘ））是基輔地鐵斯維亞托申-布羅瓦雷線的一個車站，開通於1960年11月6日，是基輔地鐵最早開通的車站之一，站名取自於基輔客運站。

## 外部連結
- 基輔地鐵官方網站 （页面存档备份，存于） （乌克兰語）
- metropoliten.kiev.ua （页面存档备份，存于） （俄文）
- Photo gallery （捷克文）
- Mirmetro.net （页面存档备份，存于） - Pictures and description.（俄文）